# Trésor de Partinico

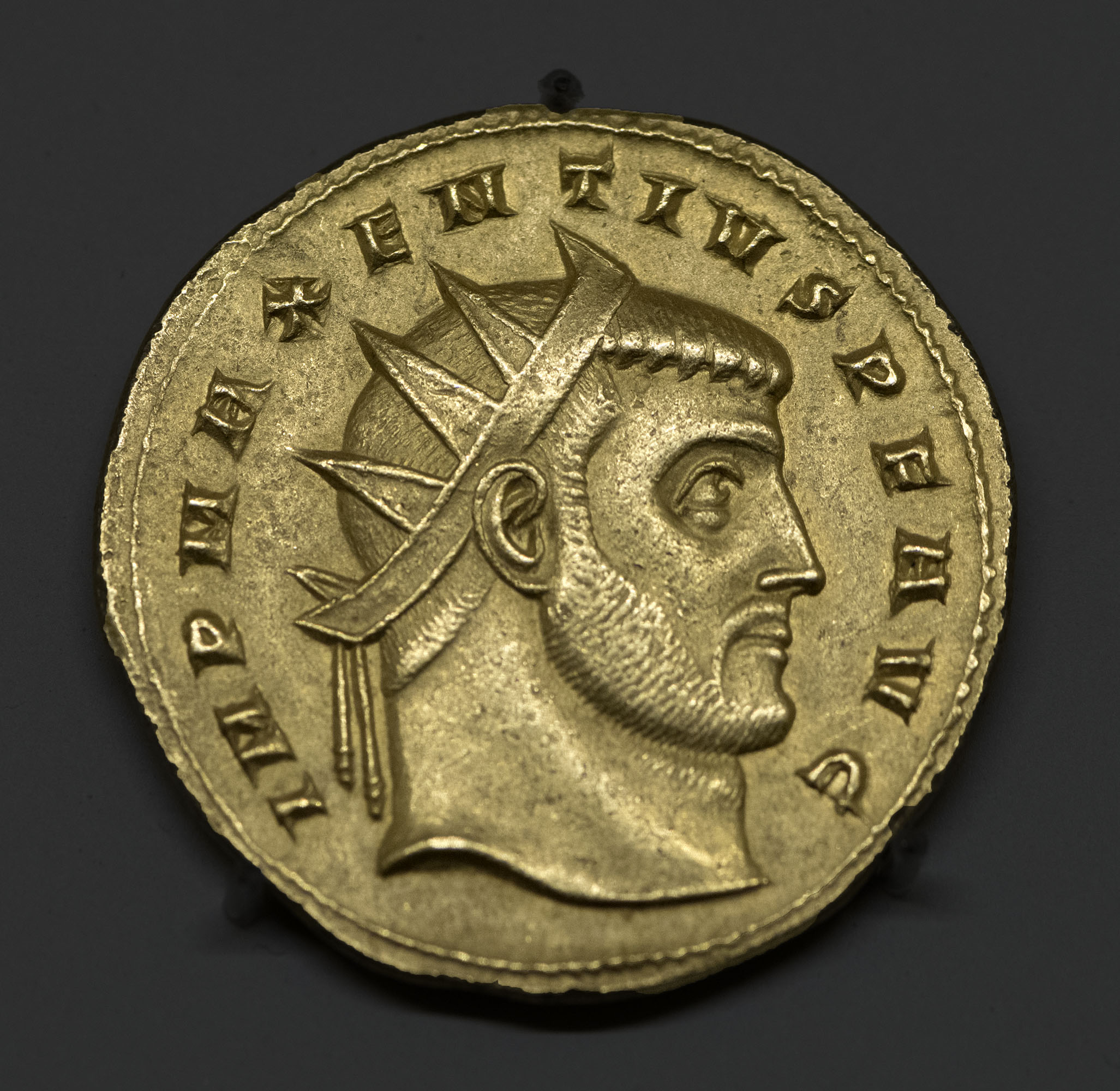
Double aureus de Maxence, vers 308, musée archéologique national de Madrid, provenant du trésor (n° 153).

Le trésor de Partinico est un exceptionnel trésor de monnaies d'or romaines de la fin du IIIe siècle découvert fortuitement au large des côtes de Sicile à la fin des années 1950. Il se serait composé d'au moins  174 monnaies et a été en grande partie dispersé.

## Découverte
C'est l'arrivée sur le marché numismatique de Paris et de Londres, à partir d'octobre 1958, de lots d'aurei d'une grande rareté, dont certains sont achetés par des musées, qui provoque la suspicion d'une trouvaille exceptionnelle. Les ventes se poursuivent régulièrement pendant des dizaines d'années et une grande partie du trésor est dispersé en mains privées ou dans des institutions. Surveillées par les numismates, ces ventes ont permis d'établir au fur et à mesure un catalogue empirique des monnaies du trésor.
On suppose que le trésor provient d'un navire romain qui a fait naufrage au nord-ouest des côtes siciliennes, en face du village de Partinico qui lui a donné son nom, à une trentaine de kilomètres de Palerme. L'origine maritime du trésor n'est pas contestée. Les dernières monnaies datent de 308 apr. J.-C. Dix-sept multiples d’or et cent-deux aurei ont pu être retracés dans un premier temps. Une deuxième recension porte ce nombre à 174 monnaies, mais le nombre exact des éléments de la trouvaille ne peut pas être absolument fixé. Par sa composition exceptionnellement riche, ce trésor se rapproche du trésor de Lava et a fait énormément progresser la connaissance du monnayage d'or romain de la fin du IIIe siècle.

## Suivi
Le 26 octobre 1993 à Zurich, une vente de numismatique de prestige est organisée par Sotheby's. À cette occasion plusieurs monnaies d'exception sont mentionnées comme provenant du trésor :
- lot no125, médaillon de 4 aurei de Maxence, Rome, 308 ap.J.C., 21,12 g. Revers : CONSERVA - TO - R VRBIS SVAE à l'exergue PR, deux exemplaires connus[3].
- lot no126, médaillon de 4 aurei de Maxence, Rome, 308 ap.J.C., 21,09 g. Revers : PRINCIPI IM - PERII ROMANI à l'exergue PR, trois exemplaires connus.
- lot no129, médaillon de 2 aurei de Constantin le Grand, 307 ap.J.C., 10,63 g. Revers : PRINCIPI - I - VVENTVT à l'exergue PR, deux exemplaires connus.
- lot no135, médaillon de 2 aurei de Constantin le Grand, 325 ap.J.C., 8,81 g. Revers : PIETA AVGVSTI N à l'exergue SMN, deux exemplaires connus.